# Necrose
Necrose is het plaatselijk afsterven van weefsel. Het is standaard de laatste fase van oncose en kan in sommige gevallen ook bij apoptose optreden. Necrose is vaak schadelijk voor het organisme aangezien de celinhoud niet meteen verwijderd wordt, en zo omliggende cellen kan aantasten. Eerst zwelt de cel en daarna barst de cel open (cytolyse). Immuuncellen worden ingeschakeld om de boel op te ruimen, maar ook die kunnen de omgeving aantasten.
Necrotisch weefsel heeft meestal een zwarte kleur. Het kan ontstaan door verminderde doorbloeding (onder andere bij diabetes), decubitus ('doorliggen'), verbranding enzovoorts.
Necrotische wonden kunnen behandeld worden met enzymatische necrose-oplossers, zodat het necrotisch weefsel loskomt en verwijderd kan worden bijvoorbeeld door middel van een wondspoeling.
Een harde, necrotische korst moet daarentegen droog gehouden worden zodat de korst na enige tijd vanzelf wordt afgestoten.
Wat nu oncose wordt genoemd, werd vroeger necrose genoemd. Men zag immers ook necrose optreden bij apoptotisch gestorven cellen, wanneer deze niet opgeruimd werden door macrofagen.

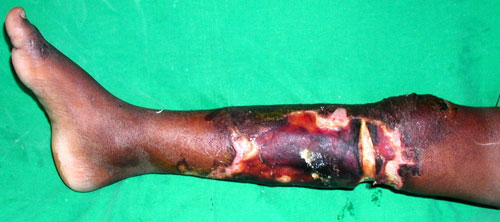
Necrose na verbranding
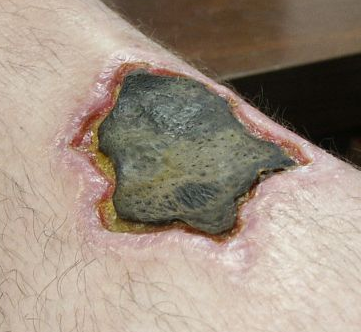
Necrotische beenwond veroorzaakt door een beet van een spinnensoort

## Planten
Als planten aangetast worden door een ziekteverwekker kan de plant daarop reageren met plaatselijke necrose, waardoor de infectie niet verder de plant in kan groeien. Voorbeelden zijn de necrose die optreedt bij de aantasting door het beukenbladsnavelkogeltje bij beuken en door Guignardia aesculi bij de paardenkastanje.

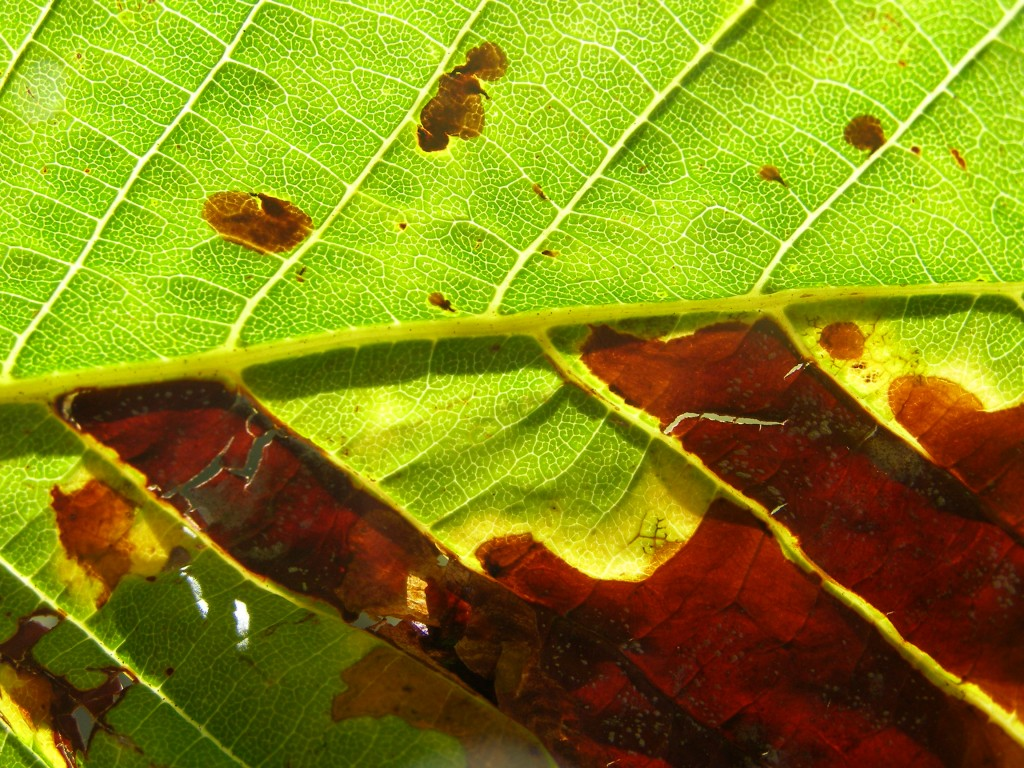
Necrose door de aantasting van de schimmel Guignardia aesculi bij de paardenkastanje
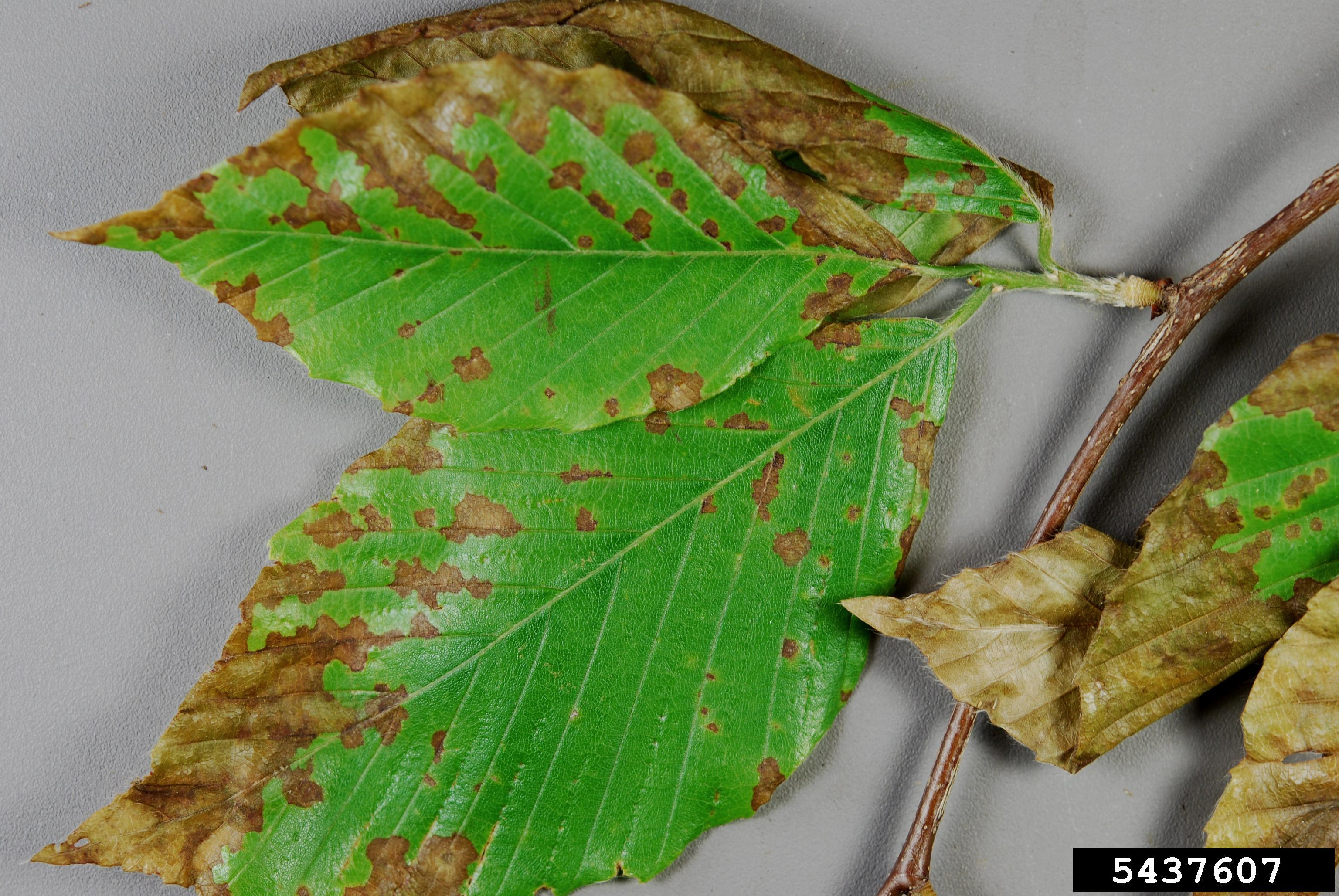
Necrose door de aantasting van het beukenbladsnavelkogeltje bij beuken